# Richard DeVos
Richard Marvin DeVos Sr. (Grand Rapids, 4 marzo 1926 – Ada, 6 settembre 2018) è stato un imprenditore statunitense, cofondatore di Amway insieme a Jay Van Andel (società ristrutturata come Alticor nel 2000) ed è stato proprietario della squadra di basket NBA Orlando Magic dal 1991 sino alla sua morte.
Nel 2011, la rivista Forbes lo ha indicato come la 79° persona più ricca negli Stati Uniti, e la 254° persona più ricca del mondo, con un patrimonio netto stimato di USD $ 5,4 miliardi.

## Biografia
DeVos è nato a Grand Rapids, nel Michigan, figlio di Ethel Ruth (Dekker) e Simon Cornelius DeVos, che ha lavorato nel settore elettrico. Ha studiato presso il Calvin College ed è un membro della confraternita Sigma Phi Epsilon. Ha servito nelle forze armate dal 1944 al 1946, nella Seconda guerra mondiale nello United States Army Air Corps.

## Libri
Nel corso della sua vita ha pubblicato diversi libri come Compassionate capitalism (Capitalismo compassionevole), Believe! (Credici!), Simply Rich (Semplicemente Rich).
Nel 2004 l'autore Pat Williams gli ha dedicato il libro intitolato Essere come Rich DeVos (How to be like Rich DeVos).